# Episodi de La valle dei dinosauri (prima stagione)
La prima stagione della serie televisiva La valle dei dinosauri è stata trasmessa in anteprima negli Stati Uniti d'America dalla NBC tra il 7 settembre 1974 e il 28 dicembre 1974.
| nº | Titolo originale            | Titolo italiano | Prima TV USA      | Prima TV Italia |
| -- | --------------------------- | --------------- | ----------------- | --------------- |
| 1  | Cha-Ka                      |                 | 7 settembre 1974  |                 |
| 2  | The Sleestak God            |                 | 14 settembre 1974 |                 |
| 3  | Dopey                       |                 | 21 settembre 1974 |                 |
| 4  | Downstream                  |                 | 28 settembre 1974 |                 |
| 5  | Tag-Team                    |                 | 5 ottobre 1974    |                 |
| 6  | The Stranger                |                 | 12 ottobre 1974   |                 |
| 7  | Album                       |                 | 19 ottobre 1974   |                 |
| 8  | Skylons                     |                 | 26 ottobre 1974   |                 |
| 9  | The Hole                    |                 | 2 novembre 1974   |                 |
| 10 | The Paku Who Came to Dinner |                 | 9 novembre 1974   |                 |
| 11 | The Search                  |                 | 16 novembre 1974  |                 |
| 12 | The Possession              |                 | 23 novembre 1974  |                 |
| 13 | Follow That Dinosaur        |                 | 30 novembre 1974  |                 |
| 14 | Stone Soup                  |                 | 7 dicembre 1974   |                 |
| 15 | Elsewhen                    |                 | 14 dicembre 1974  |                 |
| 16 | Hurricane                   |                 | 21 dicembre 1974  |                 |
| 17 | Circle                      |                 | 28 dicembre 1974  |                 |